# Rock Ya-Sin
Abdurrahman Ibn Ramadan Ya-Sin, detto Rock (Decatur, 23 maggio 1996), è un giocatore di football americano statunitense che milita nel ruolo di cornerback per i Detroit Lions della National Football League (NFL).

## Carriera universitaria
Ya-Sin cominciò a giocare a football alla Southwest DeKalb High School a Decatur dove si mise in evidenza. Nel 2015 si iscrisse quindi al Presbyterian College con i Blue Hose impegnati nella Big South Conference (BSC) della 
Football Championship Subdivision della NCAA. Nel 2017 il Presbyterian decise di lasciare la conference per abbandonare il sistema del college football basato sulle borse di studio e così dal 2018 Ya-Sin passò alla Temple University con gli Owls impegnati nella American Athretic Conference (AAC) della Divisione I della Football Bowl Subdivision (FBS). In quest'ultima stagione fece registrare 47 tackle, 2 intercetti e 12 passaggi deviati ottenendo la convocazione per il Senior Bowl.
| Stagione   | Stagione     | Stagione   | Stagione   | Stagione | Stagione | Difesa  | Difesa  | Difesa  | Difesa | Difesa | Difesa | Difesa |
| Anno       | Squadra      | Campionato | Conference | P        | PT       | T. tot. | T. sol. | T. ass. | Sack   | Pdev   | FF     | Int.   |
| ---------- | ------------ | ---------- | ---------- | -------- | -------- | ------- | ------- | ------- | ------ | ------ | ------ | ------ |
| 2015       | Presbyterian | FCS Div. I | BSC        | 11       | 2        | 15      | 11      | 4       | 0,0    | 0      | 0      | 0      |
| 2016       | Presbyterian | FCS Div. I | BSC        | 11       | 11       | 31      | 26      | 5       | 0,0    | 0      | 0      | 0      |
| 2017       | Presbyterian | FCS Div. I | BSC        | 11       | 11       | 49      | 34      | 15      | 0,0    | 0      | 0      | 5      |
|            |              |            |            |          |          |         |         |         |        |        |        |        |
| 2018       | Temple       | FBS Div. I | AAC        | 12       | 12       | 47      | 36      | 11      | 0,0    | 12     | 0      | 2      |
| Totale FCS | Totale FCS   | Totale FCS | Totale FCS | 33       | 24       | 95      | 71      | 24      | 0,0    | 0      | 0      | 5      |
| Totale FBS | Totale FBS   | Totale FBS | Totale FBS | 12       | 12       | 47      | 36      | 11      | 0,0    | 12     | 0      | 2      |

Fonte: Football Database

## Carriera professionistica

### Indianapolis Colts
Ya-Sin fu scelto nel corso del secondo giro (34º assoluto) del Draft NFL 2019 dagli Indianapolis Colts.

#### Stagione 2019
Ya-Sin debuttò come professionista partendo come titolare nella gara del primo turno contro i Los Angeles Chargers mettendo a segno 2 tackle. Alla settimana 11, nella vittoria 33–13 contro i Jacksonville Jaguars, Ya-Sin fece registrare il suo primo intercetto in carriera su un passaggio di Nick Foles. Ya-Sin chiuse la sua stagione da rookie con 62 tackle e un intercetto in 15 partite giocate, 13 delle quali da titolare.

#### Stagione 2020
Prima dell'inizio della stagione Ya-Sin cambiò numero di maglia, scegliendo il 26, dichiarando di volere un "nuovo inizio". Alla settimana 11, nella vittoria 34–31 contro i Green Bay Packers, Ya-Sin fece il suo primo intercetto in stagione su un passaggio di Aaron Rodgers.

#### Stagione 2021
Nel 2021 Ya-Sin giocò 13 partite, di cui 8 iniziate da titolare, registrando 31 tackle, 1 fumble forzato, 1 fumble recuperato e 8 passaggi deviati, suo record personale in carriera e il secondo a parimerito nella storia della squadra.

### Las Vegas Raiders
Il 16 marzo 2022 Ya-Sin fu ceduto ai Las Vegas Raiders in cambio di Yannick Ngakoue. Nel 2022 Ya-Sin giocò 11 partite di cui 9 da titolare, con 45 tackle e 7 passaggi deviati.

### Baltimore Ravens
Il 3 maggio 2023 Ya-Sin firmò da free agent un contratto annuale da 6 milioni di dollari con i Baltimore Ravens. Nella stagione regolare giocò 14 partite, una da titolare, con 12 tackle e due passaggi deviati, scendendo in campo anche nella gara di play-off giocata da Baltimora.

### San Francisco 49ers
L'11 aprile 2024 Ya-Sin firmò per un anno con i San Francisco 49ers.
Prima dell'avvio della stagione non rientrò nel roster attivo iniziale dei 49ers e il 27 agosto 2024 fu svincolato. Il giorno successivo rifirmò un accordo annuale con i 49ers. In stagione fece 13 presenze, nessuna da titolare.

### Detroit Lions
Il 20 marzo 2025 Ya-Sin firmò con i Detroit Lions.

## Statistiche

### Stagione regolare
| Stagione | Stagione | Stagione | Stagione | Difesa  | Difesa  | Difesa  | Difesa | Difesa | Difesa | Difesa | Difesa |
| Anno     | Squadra  | P        | PT       | T. tot. | T. sol. | T. ass. | Sack   | Safety | Pdev   | FF     | Int.   |
| -------- | -------- | -------- | -------- | ------- | ------- | ------- | ------ | ------ | ------ | ------ | ------ |
| 2019     | IND      | 15       | 13       | 62      | 54      | 8       | 0,0    | 0      | 5      | 0      | 1      |
| 2020     | IND      | 13       | 8        | 45      | 36      | 9       | 0,0    | 0      | 7      | 1      | 1      |
| 2021     | IND      | 13       | 8        | 31      | 27      | 4       | 0,0    | 0      | 8      | 1      | 0      |
| 2022     | LV       | 11       | 9        | 45      | 37      | 8       | 0,0    | 0      | 7      | 0      | 0      |
| 2023     | BAL      | 14       | 1        | 13      | 9       | 4       | 0,0    | 0      | 2      | 0      | 0      |
| 2024     | SF       | 13       | 0        | 3       | 3       | 0       | 0,0    | 0      | 2      | 0      | 0      |
| Totale   | Totale   | 79       | 39       | 199     | 166     | 33      | 0,0    | 0      | 31     | 2      | 2      |

### Playoff
| Stagione | Stagione | Stagione | Stagione | Difesa  | Difesa  | Difesa  | Difesa | Difesa | Difesa | Difesa | Difesa |
| Anno     | Squadra  | P        | PT       | T. tot. | T. sol. | T. ass. | Sack   | Safety | Pdev   | FF     | Int.   |
| -------- | -------- | -------- | -------- | ------- | ------- | ------- | ------ | ------ | ------ | ------ | ------ |
| 2020     | IND      | 0        | 0        | 0       | 0       | 0       | 0,0    | 0      | 0      | 0      | 0      |
| 2023     | BAL      | 1        | 0        | 0       | 0       | 0       | 0,0    | 0      | 0      | 0      | 0      |
| Totale   | Totale   | 1        | 0        | 0       | 0       | 0       | 0,0    | 0      | 0      | 0      | 0      |

Fonte: Football Database
In grassetto i record personali in carriera — Statistiche aggiornate alla stagione 2024